# Maria Heubuch
Maria Heubuch (* 12. Dezember 1958 in Ravensburg) ist eine deutsche Politikerin (Bündnis 90/Die Grünen). Von 2014 bis 2019 war sie Mitglied des Europäischen Parlaments.

## Leben
Heubuch machte von 1976 bis 1978 eine Ausbildung zur Haus- und Familienpflegerin in München. Ab 1980 war sie als Landwirtin tätig. 1987 erwarb sie den Abschluss „Meisterin der ländlichen Hauswirtschaft“.
1984 begründete sie den „Verband für den Erhalt klein und mittelbäuerlicher Familienbetriebe e.V.“ und 1988 den „Dachverband der Deutschen Agraropposition“ mit. 1997 trat sie der „Arbeitsgemeinschaft bäuerliche Landwirtschaft e.V.“ bei. Seit 1998 leitet sie den Verband u. a. mit Friedrich-Wilhelm Graefe zu Baringdorf und Bernd Voß. 2005 wurde sie Mitglied im Bundesverband Deutscher Milchviehhalter und ein Jahr später begründete sie das „Bündnis gentechnikfreie Anbauregion Bodensee, Allgäu, Oberschwaben“. 2006 war sie Vertreterin im European Milk Board. Weitere Initiativen folgten. Seit 2011 ist sie Mitglied von Bündnis 90/Die Grünen.
Bei der Europawahl 2014 wurde sie in das Europäische Parlament gewählt. Dort gehörte sie dem Entwicklungsausschuss, der Delegation für die Beziehungen zum Panafrikanischen Parlament und der Delegation in der Paritätischen Parlamentarischen Versammlung AKP-EU an. Sie war dort Stellvertreterin im Ausschuss für Landwirtschaft und ländliche Entwicklung und im Fischereiausschuss. Bei der grünen Bundesdelegiertenkonferenz 2018 wurde sie nicht mehr für einen Sitz im Europaparlament nominiert. Sie schied demnach im Sommer 2019 aus dem Europaparlament aus.
Bei der Bundestagswahl 2021 kandidierte sie im Wahlkreis Bodensee, verfehlte jedoch den Einzug in den Bundestag.
Heubuch ist verheiratet und hat zwei Kinder.